# Carmen García Rosado
 (janvier 2022).
Carmen García Rosado (29 octobre 1926 - 2016) est une éducatrice, auteure et militante pour les droits des femmes vétérans qui faisait partie des 200 premières femmes portoricaines à être recrutées dans les WAC pendant la Seconde Guerre mondiale. Son livre LAS WACS-Participacion de la Mujer Boricua en la Segunda Guerra Mundial est le premier livre à documenter les expériences des 200 premières femmes portoricaines qui ont participé conflit en tant que membres des forces armées des États-Unis.